# Move Somethin'
Move Somethin è il secondo album in studio del gruppo musicale southern rap dei 2 Live Crew, pubblicato il 31 agosto 1987.
Il disco, che campiona vari brani di artisti come Kraftwerk, James Brown e Manfred Mann, raggiunge la posizione numero 68 della Billboard 2000 e la posizione numero 20 della Billboard R&B.

## Tracce
1. "Introduction"- :52
2. "Drop the Bomb"- 2:49
3. "Move Somethin'"- 3:26
4. "Ghetto Bass II"- 4:25
5. "With Your Badself"- 2:22
6. "P-A-N"- 3:17
7. "H-B-C"- 3:21
8. "S and M"- 3:51
9. "Do Wah Diddy Diddy"- 4:02
10. "Word II"- 3:10
11. "Feel Alright Y'all"- 2:55
12. "One and One"- 2:24
13. "Mega-Mixx II"- 3:08